# Château de Cénevières
 (mars 2023).
Si vous disposez d'ouvrages ou d'articles de référence ou si vous connaissez des sites web de qualité traitant du thème abordé ici, merci de compléter l'article en donnant les références utiles à sa vérifiabilité et en les liant à la section « Notes et références ».
Le château de Cénevières est situé sur la commune de Cénevières, dans le parc naturel régional des Causses du Quercy, département du Lot.

## Historique

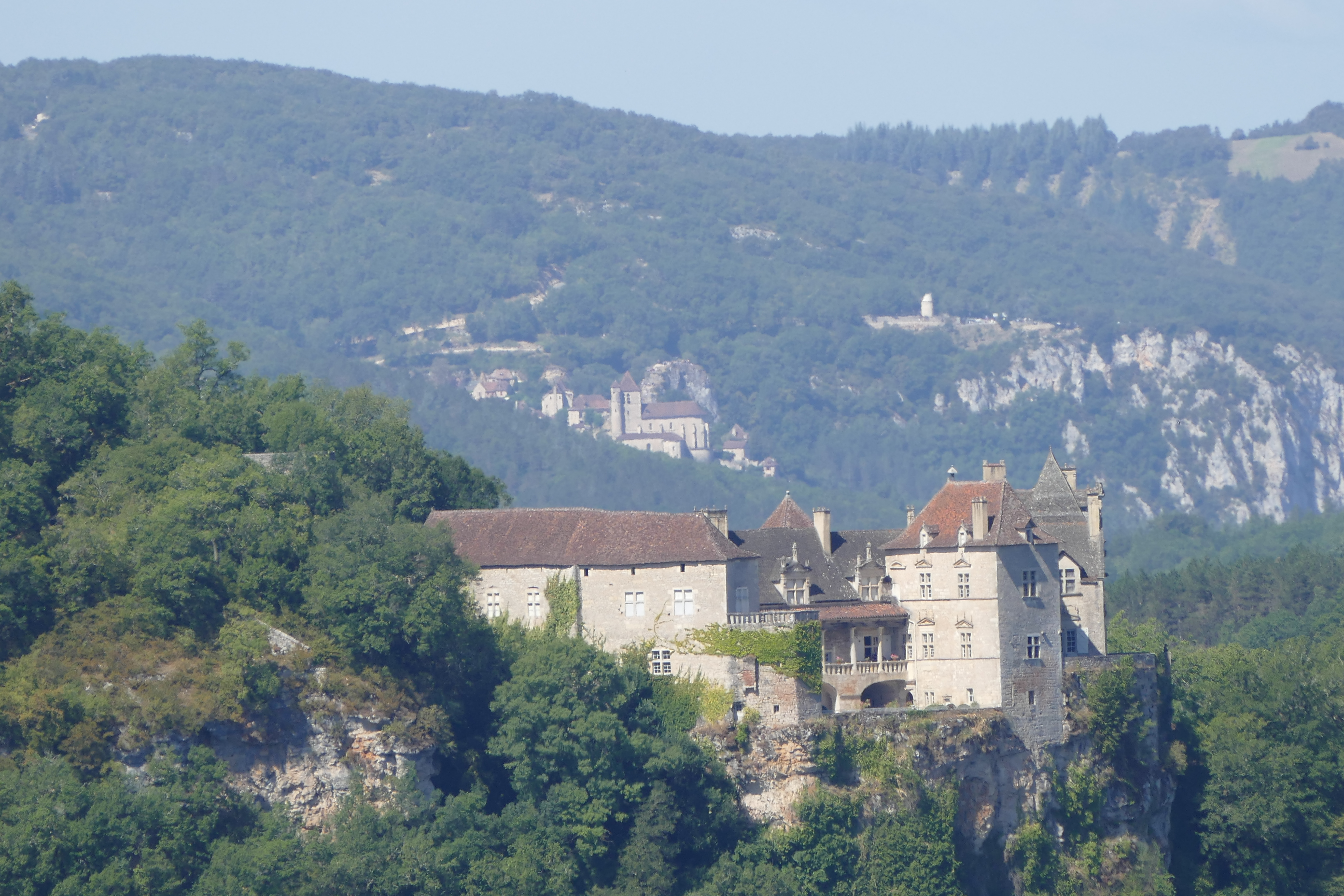

767 : Après 4 ans de siège, Cénevières, repaire de Waiffre de Gaifier, duc d'Aquitaine, est pris par le roi Pépin le Bref, père de Charlemagne.
9e au 14es : Les La Popie, seigneurs de Cénevières, construisent et habitent le château.
12°s : Vente par Guillemette de La Popie à Jean de Gourdon de tous ses droits. Les vicomtes de Gourdon-Cenevières deviennent les seigneurs du château et des terres de Cénevières.
1469 : Olivier de Penne de Gourdon rend hommage pour ses dépendances du duché de Guyenne, des châteaux et lieux de Gourdon, Sennebières, Saint-Jean de Laur, Limogne, La Toulzanie, Lugagnac, Cornuts, Puigourde, Gaiffier, Saint-Martin Labouval et Puylagarde.
Début XVIe à 1561 : Flottard de Gourdon, Vicomte de Cénevières et Gaiffier, participe aux batailles de Marignan (1515) et Pavie (1525). Il y est blessé et fait prisonnier. Il partira en Turquie avec son ami Gaillot de Genouillac. Il épouse en 1531, Margueritte de Cardaillac, baronne de Saint-Cirq Lapopie. La forteresse de Cénevières est transformée en palais Renaissance.
1561 à 1616 : Antoine de Gourdon, chevalier de l'Ordre du Roi, Conseiller d’État, capitaine de 50 hommes d'armes a joué un grand rôle parmi les chefs huguenots pendant les guerres de Religion.
Converti au protestantisme par la Reine, Jeanne d'Albret, il reçoit souvent à Cenevières le jeune roi Henri de Navarre, futur roi Henri IV, ainsi que le théologien protestant, Théodore de Bèze, les poètes Quercynnois Clément Marot et Olivier de Magny.
1580 : Le 15 mai 1580, prise de Cahors par Henri de Navarre aidé d'Antoine de Gourdon. Ce dernier deviendra gouverneur de la ville.
1612 : Fidèle serviteur de la royauté, les terres de Cénevières sont érigées en marquisat par le roi Louis XIII.
1616 : Décès d'Antoine de Gourdon, sans descendance après avoir eu trois épouses. Il était le dernier de la branche des Gourdon qui habitaient à Cenevières.
1617 : Isabeau d'Astorg de Montbartier veuve d'Antoine de Gourdon, épouse Charles de la Tour, marquis de Gouvernet, baron d'Ail, maréchal de camp, conseiller du Roi d'état et privé, sénéchal de Dion en Valentionois, gouverneur du bas Dauphiné, célèbre capitaine protestant.
1638 : Achat de la vicomté de Calvignac.
1691 : Charles Barthélémy de la Tour du Pin, marquis de Cénevières, quitte la religion protestante et épouse à Paris, Louise Émilie Goussé de Rochelard. Les témoins étaient Louis XIV et madame de Maintenon. Décès de Charles Barthélémy en 1703.
1704 : Inventaire du château de Cénevières.
1717 : Décès de la marquise de Cénevières, enterrée en l'église de Saint-Martin Labouval. Charles Frédéric de la Tour du Pin, marquis de Gourvenet, épouse mademoiselle de Livry. Son cousin, Jean Frédéric de la Tour du Pin, devient marquis de Cénevières et vicomte de Calvignac!. Il devient ministre de la guerre de Louis XVI en 1789.
1789 : Sauvé de l'incendie grâce au vin de Cahors, le château est pillé par les révolutionnaires de Cajarc.
1793 : Quelques mois avant de monter sur l'échafaud, le marquis de la Tour du pin vend Cénevières à Monsieur Louis Naurissart, aïeul des propriétaires actuels. Il était Maire et député de Limoges,membre de l'Assemblée Nationale Constituante, président de la Commission des Finances et directeur de la Monnaie à Limoges. Le château a été acheté au nom de sa femme, Anne de Labiche le 30 juillet 1793 pour la somme de 524 000 Livres. Louis Naurissart meurt en 1809 et sera enterré à Cénevières.
1826 : Mortimer Lesage, neveu d'Anne de Labiche hérite du château et épouse mademoiselle du Boÿs. Son fils Charles Lesage, maire de Limoges à la fin du Second Empire hérite du château à la mort de son père et épouse Julia de Cautillon de Lacouture. Charles Lesage effectuera d'importants travaux d'entretien à Cénevières : remparts, corps de garde, intérieurs.
1919 : Leur fille Odette Lesage, épouse le comte de Combarel du Gibanel. Elle continue les travaux de restauration.
1946 : Leur fille Germaine de Combarel, hérite du château en 1946. Elle épouse Max de Braquilanges  en 1919, ce dernier décède à Cenevières en 1943. Veuve, madame de Braquilanges assurera la maintenance du château jusqu'en 1981. Elle a obtenu le classement Monument Historique du château en 1957 et l'a aussitôt ouvert à la visite. Leur fils aîné Guy de Braquilanges, né en 1920 hérite du château et épouse à Cenevières Marguerite de Marin de Carranrais en 1947.
1957 : Le château, avec le mur d'enceinte et l'ancien temple protestant situé à l'entrée, a été classé Monument historique le 9 décembre 1957.
Monsieur et madame Guy de Braquilanges et leurs six enfants continuent, travaux, animations et découvertes pour contribuer au maintien et à l'embellissement du château.

## Description
Le château, de type Renaissance, est situé sur une falaise. Avec Montal, Cieurac, Couanac ou Assier, le château de Cénevières fait partie des plus remarquables châteaux de la Renaissance en Quercy.

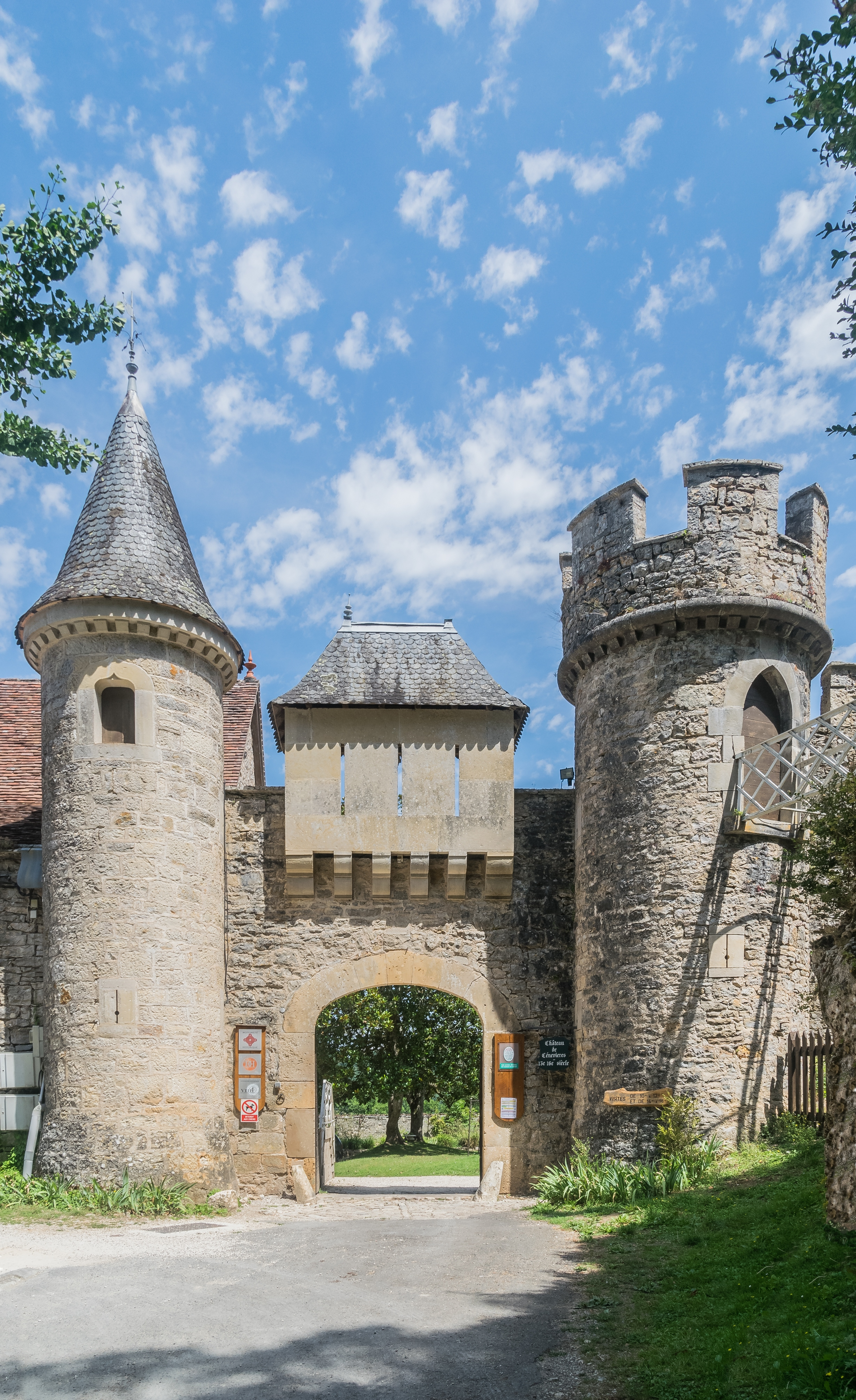
Entrée du château de Cénevières.